# Puri (distrikt)
Puri är ett distrikt i Indien.   Det ligger i delstaten Odisha, i den östra delen av landet, 1 300 km sydost om huvudstaden New Delhi. Antalet invånare är 1 698 730.
Följande samhällen finns i Puri:
- Puri
- Nimāparha
- Konark
- Pipili